# السمانة (يريم)

تعديل مصدري - تعديل

السمانة هي إحدى حارات حي يريم بمدينة يريم أحد مدن محافظة إب، بلغ تعداد سكانها 581 نسمة حسب تعداد اليمن لعام 2004.